# Eissporthalle Frankfurt
Pour la station de métro, voir Eissporthalle (métro de Francfort).
Pour les articles homonymes, voir Eissporthalle.
Eissporthalle Frankfurt ou Eissporthalle am Ratsweg est une patinoire à Bornheim, dans la banlieue de Francfort-sur-le-Main, en Allemagne.
Elle est principalement utilisée pour le hockey sur glace où joue à domicile les Lions de Francfort.

## Histoire
Ouverte le 19 décembre 1981, elle a une capacité de 6 946 places.
Elle a accueilli du 28 juin 2013 au 7 juillet 2013 les rencontres du Championnat d'Europe de basket-ball en fauteuil roulant 2013.